# Drumitar

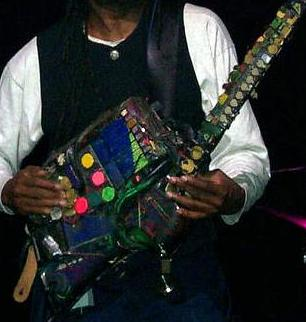
Drumitar de Roy Wooten lors d'un concert de Béla Fleck and the Flecktones au Purchase College le 28 mars 2003

Le drumitar (SynthAxe (en) modifiée) est un concept inventé par le batteur jazz Roy Wooten alias Futureman du groupe Béla Fleck and the Flecktones.
Il consiste en un contrôleur de batterie sous la forme d'un SynthAxe profondément modifé (suppression des cordes, ajout de boutons).